# MDK 2
MDK 2 ist ein Third-Person-Shooter-Computerspiel, das von BioWare entwickelt und von Interplay Entertainment im Jahr 2000 veröffentlicht wurde. Es ist der direkte Nachfolger zu MDK. Erschienen ist das Spiel für Microsoft Windows und Dreamcast. Eine erweiterte Version unter dem Namen MDK 2: Armageddon wurde für PlayStation 2 herausgebracht. Mit MDK 2 HD existiert ein Remaster.

## Rezeption
Der Schwierigkeitsgrad sei enorm hoch und die Speicherpunkte lägen weit auseinander. Dabei sei das Spiel niemals unfair, richte sich aber klar an erfahrene Spieler. Die riesigen Level seien fantasievoll gestaltet. Die Bildrate bleibe auf dem Dreamcast stets konstant. Es sei ein Meisterwerk. Endgegner und Hüpfpassagen seien selbst im leichtesten Schwierigkeitsgrad schwer zu meistern. Der Wechsel der Charaktere sei zwar nicht neu, aber perfekt umgesetzt. Die Steuerung böte sehr viele Funktionen. Es sei grafisch imposant in Szene gesetzt und besäße einen mitreißenden Soundtrack.
Es sei unheimlich ideenreich und dabei spielerisch fehlerfrei umgesetzt. Ein Mehrspielermodus fehle. MDK 2 verbreite den gleichen Charme wie sein Vorgänger. Für den Massenmarkt sei das Spezial vermutlich zu schräg und abgehoben. Es sei ein humorvolles Spiel, das jedoch eher in der Nische angesiedelt sei.